# Танцюристка в темряві
«Танцюристка в темряві»(англ. Dancer in the Dark) — музичний фільм-драма Ларса фон Трієра 2000 року з Бйорк у головній ролі (вона ж — авторка музики до фільму). Третій фільм трилогії «Золоте серце» («Розсікаючи хвилі» — «Ідіоти» — «Танцюристка в темряві»). В одній з головних ролей знялася зірка французького кіно Катрін Денев.

## Сюжет
Дія відбувається в США (Штат Вашингтон) у 1964 році. Іммігрантка з Чехословаччини Сельма Жескова, робітниця фабрики та самотня матір, має спадкову хворобу — поступово втрачає зір та мріє врятувати від подібної долі свого сина, зібравши гроші на дорогу операцію. Убогість життя напівсліпа жінка намагається компенсувати багатством фантазії, уявляючи себе героїнею улюблених мюзиклів. Коли ж сусід-поліціянт викрадає усі заощадження Сельми, вона у розпачі наважується на злочин.

## В ролях
- Бйорк — Сельма Жескова
- Катрін Денев — Кеті
- Девід Морс — Білл
- Петер Стормаре — Джеф
- Джоел Грей — Олдріч Новий
- Жан-Марк Барр — Норман
- Стеллан Скашгорд — окуліст
- Удо Кір — доктор Поркорні
- Желько Іванек — адвокат

## Нагороди
- «Танцюристка в темряві» відзначена головною нагородою Каннського кінофестивалю — «Золотою пальмовою гілкою».
- Пісня Бйорк «I've Seen It All» також номінувалася на премію «Оскар» як «Найкраща пісня».
- Бйорк отримала нагороду Каннського кінофестивалю за найкращу жіночу роль. Аналогічний приз вона отримала від Ісландської академії кіно та телебачення та Європейської кіноакадемії.
- Європейська кіноакадемія також присудила «Танцюристці у темряві» премію «Фелікс».
- Загалом фільм отримав 22 нагороди, а номінувався на 33.

## Створення
Бйорк спочатку збиралася лише написати музику для картини, але фон Трієр врешті запросив її на роль Сельми. Оцінюючи можливості непрофесійної акторки, режисер, за його словами, намагався примусити Бйорк не грати, а насправді пережити все, що випало на долю героїні. В результаті напружене знімання призвело до кількох нервових зривів Бйорк та її остаточної відмови від роботи в проєкті.
Текст пісні I've Seen it All написав ісландський письменник Сйон.
Роль Кеті за задумом призначалася для афроамериканської акторки, але заради Катрін Денев, яка хотіла взяти участь у новому проєкті фон Трієра, він переписав сценарій.
Шлях Сельми на ешафот, який становив рівно 107 кроків, спочатку був дещо довшим. У саундтреку спочатку картини була композиція «141 крок». Але потім фон Трієр вирішив, що фрагмент надто довгий, і скоротив пісню на 34 кроки.
За задумом фон Трієра фільм починається з увертюри, яка звучить, коли у залі вже згасли вогні, а завіса ще не піднята. Але американські дистриб'ютори виступили проти цього, пояснивши, що ніяких завіс в американських кінотеатрах немає, а недосвідчені кіномеханіки можуть взагалі не ввімкнути звук, якщо на екрані нема зображення. Тому в США увертюра звучить на фоні колажу акварелей Пірса Кіркебі, чоловіка продюсерки картини Вібеке Віндлов.
Фон Трієр мав намір з'явитися у фільмі в камео, але передумав.
На початку фільму, в сцені, де робітники полишають фабрику, біля стоянки можна помітити чоловіка та жінку з двома дітьми. Це Бенте фон Трієр, дружина режисера, та двоє їх синів.
Ім'я Судді — Е. Д. Ментл. Це данина поваги Ентоні Доду Ментлу, оператору в трьох фільмах напрямку Догма 95 («Торжество», «Остання пісня Міфуне» та «Ослятко Джуліен»).

## Прокат
Вихід фільму у прокат супроводжувався багатьма скандалами, а коли стало відомо, що документальний фільм про знімання «Танцюристки в темряві» під назвою «Сотні очей» надійде у вільний продаж, Бйорк збиралася подати на фон Трієра до суду.
Після прем'єрного показу фільму на Каннському кінофестивалі 2000 року — зал 20 хвилин стоячи аплодував знімальній групі.

## В культурі
На початку фільму «Страх і ненависть у Лас-Вегасі» чути пісню My Favourite Things, яка також звучить і в «Танцюристці у темряві». Коли герої «Страху та ненависті в Лас-Вегасі» їдуть під цю пісню, вони проїжджають знак, на якому написано «Сельма».